# Andrognathia plumosa
Andrognathia plumosa is een naaldkreeftjessoort . De wetenschappelijke naam van de soort is voor het eerst geldig gepubliceerd in 1983 door Sieg.